# Dactylopus dactylopus
Dactylopus dactylopus és una espècie de peix de la família dels cal·lionímids i de l'ordre dels perciformes.

## Morfologia
- Els mascles poden assolir 30 cm de longitud total.[1][2]

## Hàbitat
És un peix marí, de clima tropical i associat als esculls de corall que viu entre 1-55 m de fondària.

## Distribució geogràfica
Es troba des del Japó fins al nord-oest d'Austràlia.

## Observacions
És inofensiu per als humans.